# Миккельспласс, Марит
Марит Миккельспласс (норв. Marit Mikkelsplass; род. 22 февраля 1965 года, Осло) — норвежская лыжница, многократная призёрка Олимпийских игр и чемпионатов мира, победительница этапов Кубка мира. Жена известного лыжника Пола Миккельспласса.
В Кубке мира Миккельспласс дебютировала в 1985 году, в январе 1997 года одержала первую победу на этапе Кубка мира. Всего на сегодняшний день имеет на своём счету 2 победы на этапах Кубка мира. Лучшим достижением Миккельспласс в общем итоговом зачёте Кубка мира является 5-е место в сезоне 1997/98.
На Олимпиаде-1988 в Калгари завоевала серебро в эстафетной гонке, кроме того принимала участие ещё в двух гонках: 10 км классикой - 15-е место, 20 км коньком - 24-е место.
На Олимпиаде-1994 в Лиллехаммере вновь завоевала серебряную медаль, на этот раз в гонке на 30 км классикой, так же стала 14-й в гонке на 15 км коньком.
На Олимпиаде-1998 в Нагано завоевала свою третью серебряную олимпийскую медаль, как и первую свою медаль вновь в составе эстафеты, кроме того стала 5-й в гонке на 15 км классикой, 6-й в гонке на 5 км классикой, 14-й в гонке преследования и 9-й в гонке на 30 км коньком.
За свою карьеру принимала участие в четырёх чемпионатах мира, на которых завоевала две серебряные и одну бронзовую медали.